# 厄夫訥峰
47°19′03″N 10°20′56″E / 47.31750°N 10.34889°E

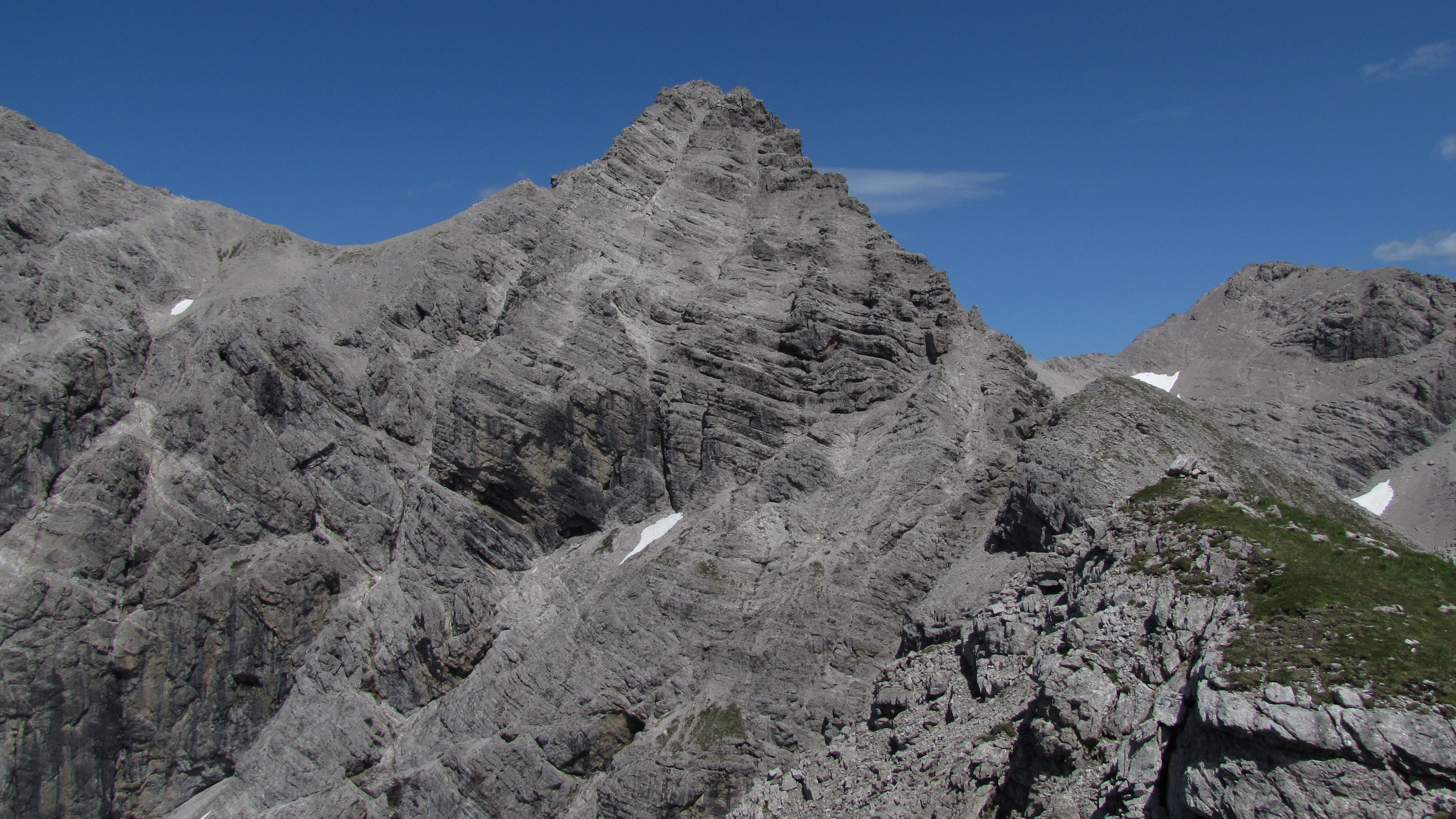

厄夫訥峰（德語：Öfnerspitze），是中歐的山峰，位於德國和奧地利接壤的邊境，屬於阿爾高阿爾卑斯山脈的一部分，距離大克羅滕山0.6公里，海拔高度2,576米，每年平均降雨量1,730毫米。